# Розвантажуючі виробки
Розвантажуючі виробки (рос. разгружающие выработки, англ. relief workings; нім. Druckentlastungsgrubenbaue m pl) – підземні гірничі виробки, які проходять з метою перерозподілу гравітаційних і тектонічних напружень навколо очисних і підготовчих виробок, на які діє сильний гірничий тиск. Проходять в безпосередній близькості від виробок, що охороняються так, щоб цілик між ними знаходився в умовах стиску. Цій умові відповідає цілик з відношенням висоти до ширини більше 1. Покрівлю в Р.в., як правило, розташовують на 0,5–0,8 м і вище, ніж у виробках, що охороняються. 